# Харчиха (деревня)
Харчиха — деревня в Чагодощенском районе Вологодской области.
Входит в состав Избоищского сельского поселения, с точки зрения административно-территориального деления — в Избоищский сельсовет.
Расстояние по автодороге до районного центра Чагоды — 22 км, до центра муниципального образования деревни Избоищи — 2 км. Ближайшие населённые пункты — Избоищи, Клыпино, Шолохово.
По переписи 2002 года население — 8 человек.